# Sigismund Derleth

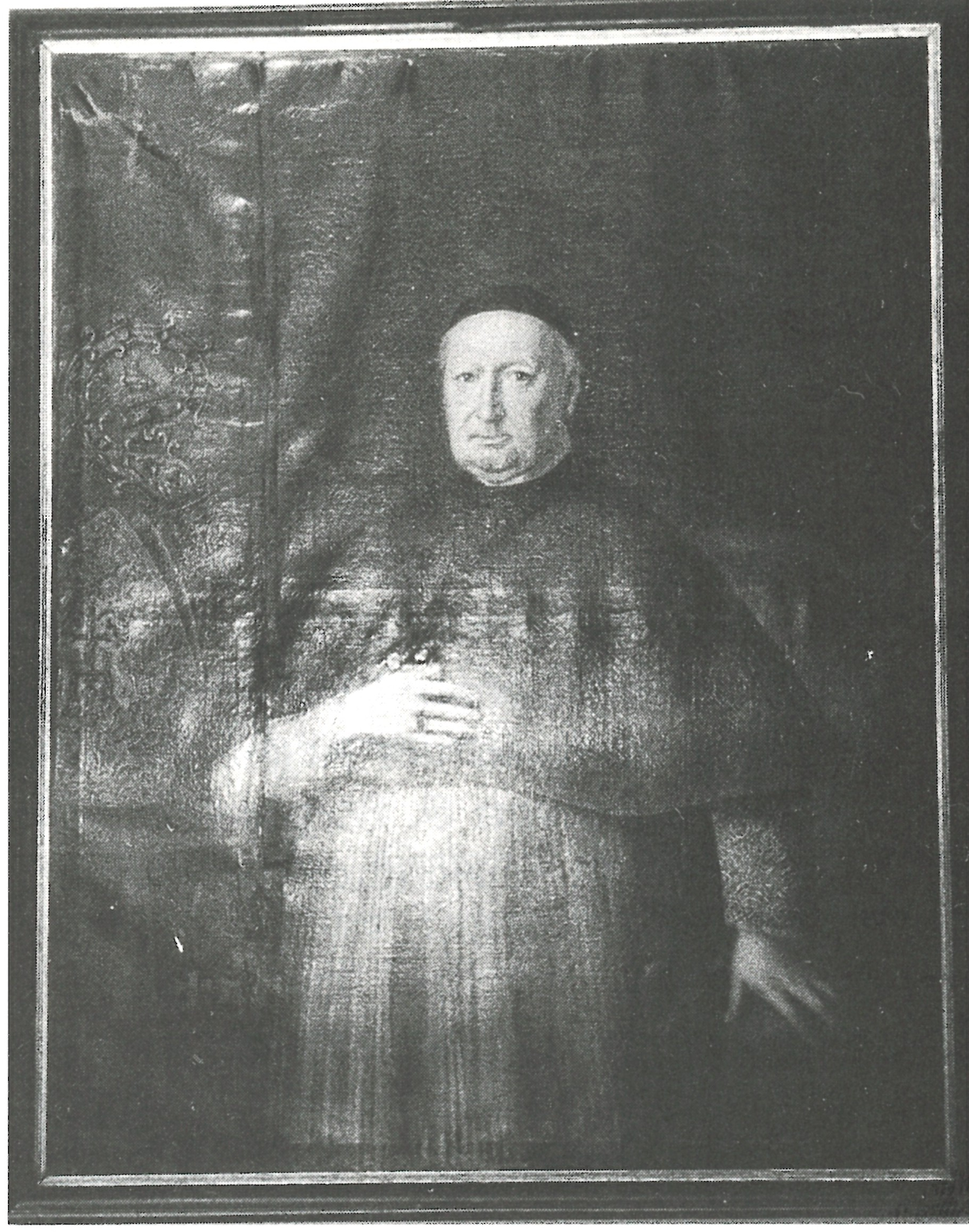
Porträt des Propstes Sigismund Derleth. Johannes Thalhofer, 1745

Sigismund Derleth (auch Sigismund Derlett; * 21. Mai 1675 in Haßfurt; † 11. Juni 1752 in Heidenfeld) war von 1719 bis 1752 Propst des Augustinerchorherrenstiftes in Heidenfeld. Zuvor war er als Professor im Benediktinerkloster Theres tätig.

## Heidenfeld vor Derleth
Die zweite Hälfte des 17. Jahrhunderts war in Heidenfeld vom Wiederaufbau des Stiftes nach den Zerstörungen im Dreißigjährigen Krieg geprägt. Nachdem Propst Laurentius Wirsing verhindern konnte, dass die protestantischen Schweden die Stiftsgebäude anzündeten, gelang es seinem Nachfolger Andreas IV. Deichmann mit dem Wiederaufbau zu beginnen. Allerdings hatte der lange Krieg das Klosterarchiv vernichtet.
Deichmann schaffte neue Altäre für die Klosterkirche an und legte ein neues Zinsbuch an. Im Jahr 1664 erhielt er vom Papst die Erlaubnis, dass die Pröpste von Heidenfeld fortan infuliert wurden und damit den gleichen liturgischen Schmuck wie ein Bischof tragen durften. Sein Nachfolger Georg Bauer tilgte die Schulden des Krieges vollständig. Albert Hoch, der unmittelbare Vorgänger von Derleth, begann mit der Erneuerung der Klostergebäude.

## Leben

### Frühe Jahre
Sigismund Derleth wurde in der fränkischen Amtsstadt Haßfurt geboren. Über die Familie des späteren Propstes ist nichts bekannt, wahrscheinlich waren sie angesehene Bürger der Stadt. Die schulische Ausbildung Derleths liegt ebenfalls im Dunkeln, vielleicht besuchte er die Lateinschule in seiner Geburtsstadt. Die Lateinschulen ermöglichten ihren Absolventen ein Studium zu beginnen. Derleth ging nach Würzburg und studierte an der dortigen Universität Theologie und kanonisches Recht.
Derleth schloss das Studium mit dem Baccalaureat ab. Anschließend wurde er ins Benediktinerkloster Theres gerufen, wo er als Professor Philosophie, Theologie und kirchliches Recht an der dortigen Klosterschule lehrte. Ab spätestens 1712 wurde Sigismund Derleth Teil des Konventes des Chorherrenstifts in Heidenfeld. Propst Albert Hoch berief ihn an die Klosterschule. Hier unterrichtete Derleth noch mindestens ein Jahr die Novizen.
In der Klosterhierarchie stieg Derleth schnell auf, so wurde er bereits 1713 mit 10 von 19 Stimmen zum Dekan gewählt. Gleichzeitig betätigte er sich als Geschichtsschreiber für das Kloster. Er ergänzte die sogenannten Protocolla Canoniae Heidenfeldensis, die bereits in den Jahrzehnten zuvor angelegt worden war. Die Historiographie erlebte zu Beginn des 18. Jahrhunderts einen Höhepunkt im Stift Heidenfeld. Hier wirkte auch Sebastian Degen im Kloster.
Nach einer Visitation durch den Würzburger Fürstbischof Johann Philipp von Greiffenclau zu Vollraths wurde der amtierende Propst Albert Hoch gerügt. In der Folgezeit teilte man die Verwaltung und Sigismund Derleth stieg zum wichtigsten Mann nach dem Propst auf. Im Jahr 1719 resignierte Hoch auf die Propstei, was eine Wahl nötig machte. Am 8. Mai 1719 trafen hierzu der Propst von Triefenstein, der Weihbischöf in Würzburg und der Abt vom Würzburger Stephanskloster in Heidenfeld ein.

### Als Propst
Im Kapitelsaal wählten dann am 11. Juli 1719 alle Chorherren Sigismund Derleth zum neuen Propst. Nach der Wahl erschien eine Schrift, die den neuen Propst feierte. Noch 1719 begann Derleth ein Bachbett zum abhängigen Ellenhof graben zu lassen. 1721 berichtete Derleth an den Fürstbischof von Würzburg, dass die Unterlagen zur Besetzung der Pfarrei Wipfeld verbrannt seien, sodass nicht mehr nachweisbar sei, ob die Pfarrei überhaupt Teil des Klosters ist. Johann Philipp Franz von Schönborn glaubte dem Propst.
Am 14. Juli 1723 weilte der Würzburger Baumeister Balthasar Neumann im Stift Heidenfeld. Propst Sigismund legte an diesem Tag den Grundstein für den Osttrakt der Anlage. Stück für Stück wurden die Baulichkeiten in den 1720er und 1730er Jahren erneuert. Am 10. Juli 1728 war der Rohbau fertiggestellt. Im Jahr 1732 legte man den alten Konventbau und das Refektorium ein, um wiederum einen Neubau zu beginnen. 1735 bildete die Errichtung eines Schafstalls den Abschluss der Neubauten.
Zuvor, zwischen dem 22. und 24. Mai 1734, hatte sich eine halbe Kompanie Preußen während des Polnischen Thronfolgekrieges im Kloster einquartiert. Derleth gelang es trotz der Belastungen die alten Pachtbücher neu anzulegen und die Rechte des Stiftes damit festzuschreiben. Im Jahr 1743 visitierte man das Stift neuerlich, ohne Beanstandungen festzustellen. Am 11. Juni 1752 verstarb Propst Sigismund Derleth und wurde am 14. Juni in der Klosterkirche bestattet. Der Jesuit Kretz hielt eine Trauerrede.

## Wappen

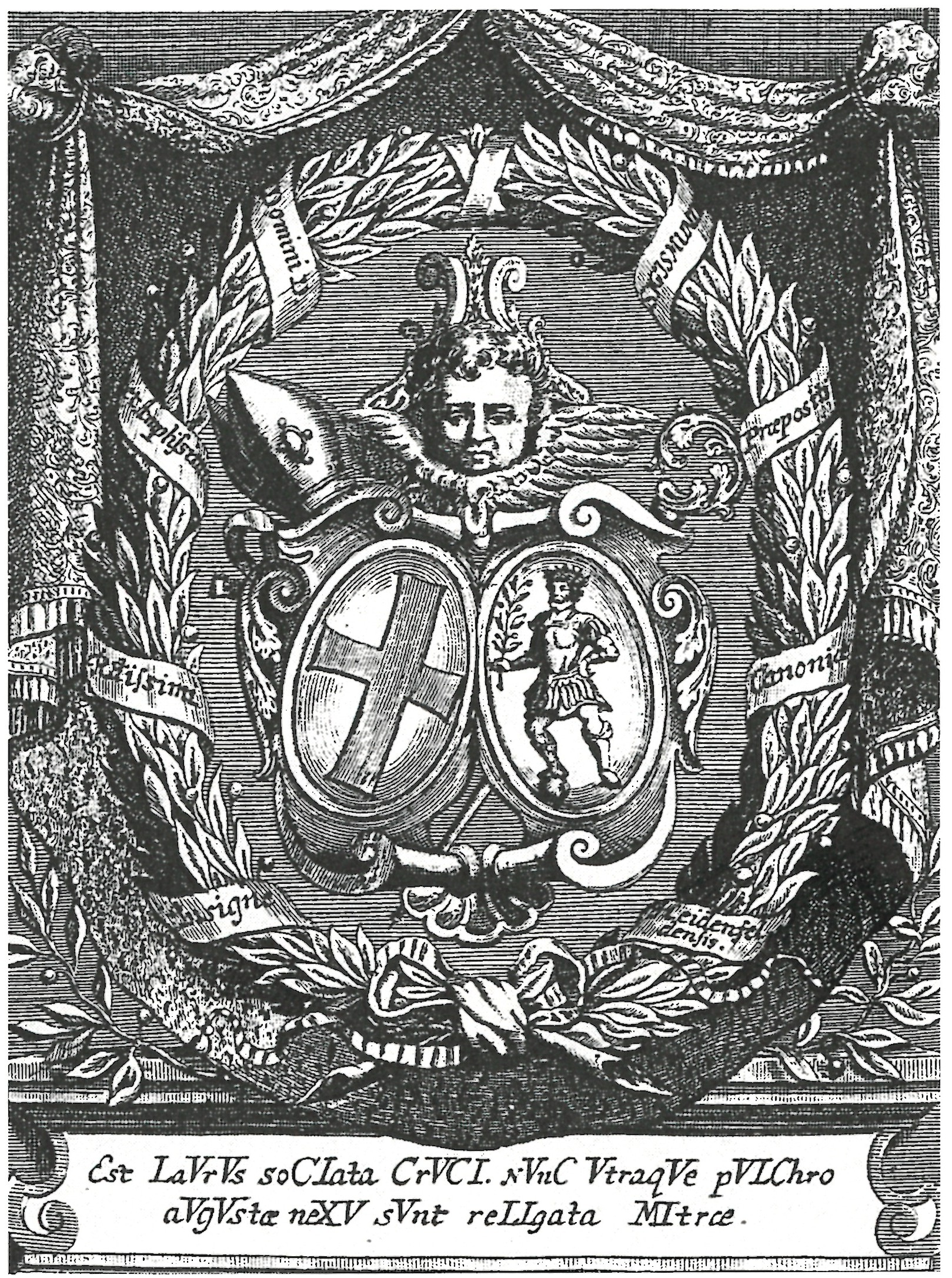
Das Wappen des Propstes in der Wahlschrift

Das Wappen des Propstes hat sich aufgrund der regen Bautätigkeit auf dem Klostergelände mehrfach zusammen mit dem Stiftswappen erhalten. Auf einem Porträt von Derleth aus dem Jahr 1745 von Johannes Thalhofer ist das Wappen ebenso zu finden, wie auf der Festschrift zur Propstwahl von 1719. Im Jahr 1740 wurde das Wappen auf der Stuckdecke des Festsaals angebracht. Gleichzeitig erhielt der Propst einen Schlüssel für den Konvent mit dem Wappen. Beschreibung: Stehende, männliche Figur, mit einem Lorbeerzweig in der rechten Hand, den rechten Fuß auf einer Weltkugel. Die Tingierung ist unklar.

## Werk
- Sigismund Derleth: Laurus sub umbra crucis plantata, bacciferis ramis mitrae implexa, quando...Joannes Bernardus, episcopus Chrysopolitanus...Sigismundum, canonicorum regularium S. Augustini in Heidenfeld...sacra infula decorabat. Würzburg 1719.